# Peter Turner
Peter Turner (Liverpool, 21 febbraio 1952) è un attore inglese, attivo in campo televisivo, teatrale e cinematografico.

## Biografia
Nato e cresciuto a Liverpool, Turner cominciò a recitare a teatro negli anni settanta, facendo il suo debutto in Scozia. Dopo aver recitato al Citizen's Theatre di Glasgow nel 1973 nelle opere The Government Inspector e Troilo e Cressida, Turner cominciò a recitare in televisione e al cinema, apparendo in serie TV come Justice e Metropolitan Police e in numerosi film, tra cui Chi vive in quella casa? e Chi osa vince.
Turner è noto soprattutto per la sua relazione con l'attrice Premio Oscar Gloria Grahame, di cui si occupò brevemente anche dopo la fine della loro storia quando nel 1981 all'attrice fu diagnosticato un cancro in fase terminale. Turner divenne il biografo della Grahame, pubblicando nel 1987 il memoir Film Stars Don't Die in Liverpool. Il libro fu successivamente riadattato nel film del 2017 Le stelle non si spengono a Liverpool, in cui il ruolo di Turner fu interpretato da Jamie Bell e Turner interpretò il ruolo minore di Jack in un cameo.

## Filmografia parziale

### Cinema
- That'll Be the Day, regia di Claude Whatham (1973)
- Chi vive in quella casa? (The Comeback), regia di Pete Walker (1978)
- The Tempest, regia di Derek Jarman (1979)
- Chi osa vince (Who Dares Wins), regia di Ian Sharp (1982)
- The Krays - I corvi (The Krays), regia di Peter Medak (1990)
- Le stelle non si spengono a Liverpool (Film Stars Don't Die in Liverpool), regia di Paul McGuigan (2017)

### Televisione
- Justice - serie TV, 1 episodio (1973)
- Metropolitan Police - serie TV, 2 episodi (1985-1989)

## Opere letterarie
- Peter Turner, Film Stars Don't Die in Liverpool, Grove Press, 1987, ISBN 978-0802100429